# Ditali (pasta)
I ditali sono un tipo di pasta di origine campana, che hanno dato origine ad una vasta gamma di varianti.

## Tipologia
Oltre ai ditali esistono anche i ditalini (più piccoli) e i ditaloni. Possono essere lisci o rigati.

## Utilizzo

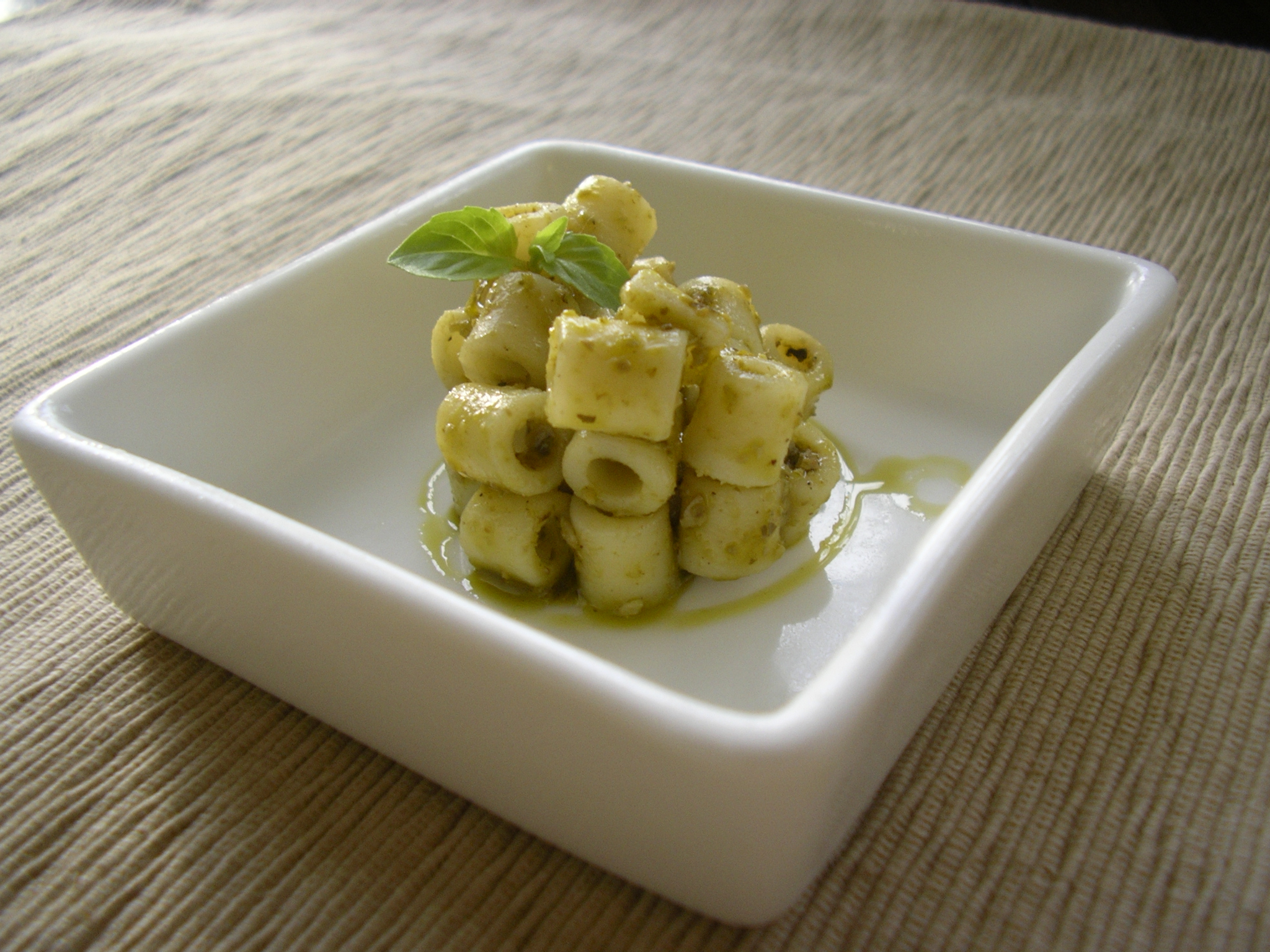
Ditalini al pesto serviti con l'aperitivo

Sono particolarmente indicati nella preparazione di zuppe, minestre e minestrine. Nella cucina napoletana sono spesso usati per preparare quelle che possono definirsi minestre asciutte, quali ad esempio la pasta e fagioli, la pasta e piselli e così via.